# 山上秀明
山上 秀明（やまがみ ひであき、1960年7月14日 - ）は、日本の検察官、弁護士。東京地方検察庁特捜部長や、東京高等検察庁次席検事、最高検察庁公安部長、東京地方検察庁検事正等を経て、次長検事。

## 来歴・人物
広島県出身。1983年に中央大学法学部卒業後、1987年検察官任官。東京地方検察庁特別捜査部や、大阪地方検察庁特別捜査部に長く勤務し、福島県知事汚職事件では佐藤栄佐久福島県知事の取り調べにあたるなどした。法務省人権擁護局総務課長、東京地方検察庁特別捜査部副部長、東京高等検察庁検事を経て、2012年東京地方検察庁公安部長。
2013年から東京地方検察庁特別捜査部長を務め、徳洲会事件、NTT東日本汚職事件、ディオバン事件などを手掛けた。2015年松山地方検察庁検事正。2016年最高検察庁検事。
2017年東京地方検察庁次席検事、中央大学学員会東京検察支部長。2018年東京高等検察庁次席検事。2019年最高検察庁公安部長。2020年東京地方検察庁検事正。2021年高松高等検察庁検事長。2022年次長検事、法務省法制審議会委員。2023年辞職、弁護士登録、渥美坂井法律事務所・外国法共同事業顧問/コンサルタント、WECARS監査役、福山通運顧問。2024年東京女子医科大学不正支出有無調査第三者委員会委員長。